# Germans Manaki

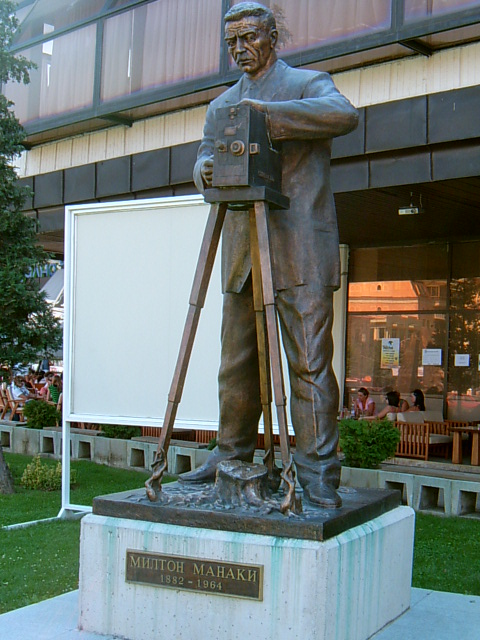
Estàtua de Milton Manakis en Bítola.

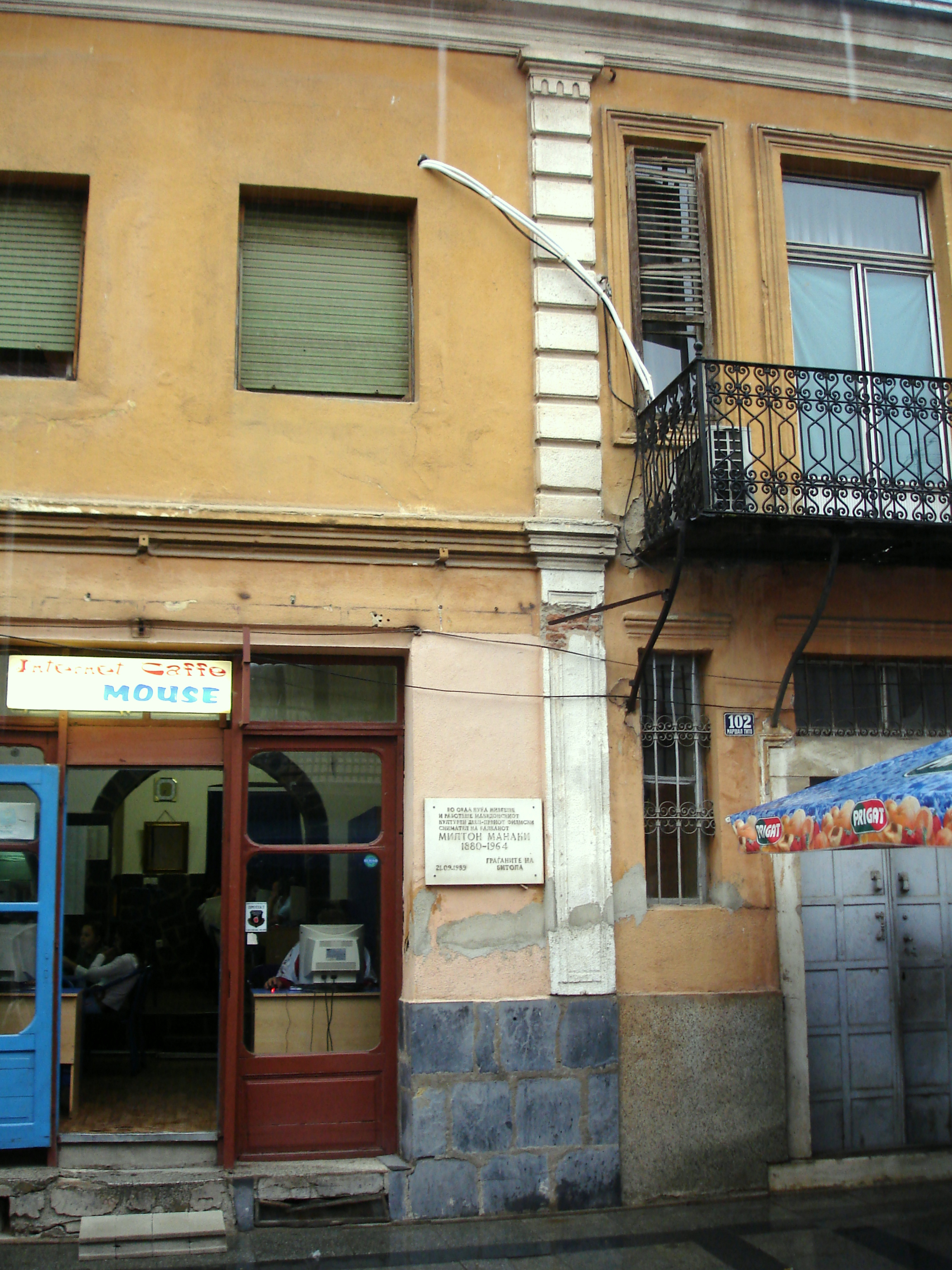
Casa de Milt Manakis en Bítola.

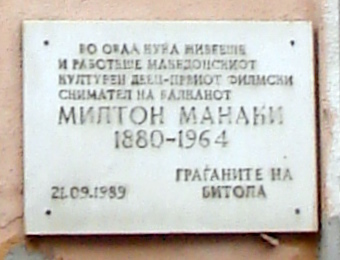
Placa a la casa de Manakis en Bítola.

Els germans Ianachia (Avdella, 1878 − Tessalònica, 1954) i Milton Manachia (Avdella, 1882 − Bítola, 1964) van ser pioners de la fotografia i el cinema als Balcans. El 1905 van filmar la primera pel·lícula en els Balcans a la ciutat otomana de Monastir (avui Bítola, Macedònia del Nord). En honor del seu treball, se celebra cada any a Bítola al Festival Internacional de Cinema "Germans Bítola", la ciutat on van ser més famosos. En total, van realitzar al voltant de 17.300 fotografies en 120 localitzacions.

## Noms
Els noms dels germans en la seva llengua nativa, el aromanès són Ianaki i Milt Manaki o Manaki. També s'usen les variants dels seus noms en macedònic (Јанаки i Милтон Манаки) i en grec (Γιαννάκης i Μιλτιάδης Μανάκιας). A tots dos se'ls coneix com a "Germans Manaki" o menys comunament "Germans Manakis".

## Biografia
Ianaki i Milt Manaki van néixer el 1878 i 1882 a la petita població aromanesa de Avdella (actualment Αβδέλλα, Grècia), que pertanyia a la província Monastir sota l'Imperi Otomà.
El 1905, van comprar una càmera Bioscope a Londres i la van usar per filmar nombrosos temes: la seva àvia de 114 anys filant llana en Avdella, visites de les autoritats de Monastir, incloent Mehmet V (1911), Pere I de Sèrbia i el príncep Alexandre de Sèrbia (1913), el rei Constantí I i el príncep Pau de Grècia (1918); festes locals i casaments, i revolucions. Ells van ser els que van obrir el primer cinema a Bítola, el primer cinema a la fresca (1921), després cobert (1923). El seu fitxer de pel·lícules va ser dipositat al Achivo Estatal de Iugoslàvia el 1955, i va ser transferida a la Cinémathèque iugoslava en Macedònia el 1976.
La pel·lícula de Theo Angelópulos To Vlemma tu Odissea gira al voltant de la fictícia i metafòrica recerca d'unes bobines perdudes i sense revelar dels germans, rodades abans que els Balcans fossin dividits pels nacionalismes. La cinta de Angelópulos s'obre amb la imatge de l'àvia dels germans Manaki filant llana.

## Filmografia
- 1905.  Filadores (Avdela)
- 1908.  Salutació a la Segona Era Constitucional, a Bítola
- 1911.  Benvinguda al Sultà Mehmet V Resh, a Bítola
- 1911.  Funeral del Metropolità Aimilianós de Gravena
- 1918.  Benvinguda al Rei de Grècia i a l'hereu al tron Pau pel General Bojovic, a Bítola